# Hamueső
A Hamueső P. Gulácsy Irén elsőként kiadott, bár valószínűleg másodikként készült regénye. Az Erdélyi Szépmíves Céhnél jelent meg Kolozsvárt 1925-ben, Kós Károly illusztrációival.

## Cselekménye
Egy érmelléki magyar településre, az 1920-as évek első felében román fennhatóság alá került Csákánfaluba visz az írónő regénye. Az őslakos kálvinista hajdúk és a sok évvel később ideköltözött „pápista” telepesek között régi ellentét feszül. Két elzárkózó világra, alvégre és felvégre különítette őket a hit kérdése, egymással soha nem is keveredtek. A bírót mindig is a tekintélyes hajdú Bass család adta.
A főhős, Bass Menyhért indulatos, becsvágyó parasztember. Apját korábban megfosztották a bírói széktől, mert kálvinista létére pápista családból nősült. A vérig sértett Bass Menyhért dacból apja útját követte: a hagyomány ellenére feleségül vette a pápista Dombi bíró lányát, Veront. A háború utáni helyzetben az új román uralom kegyéből sikerült megszereznie a bírói tisztséget, miután riválisait, Südy Sándor egykori jegyzőt és Dombit, a korábbi bírót nem engedték jelöltetni a románok. Menyhértet a falusiak kiközösítik, elfordulnak tőle.
Az új hatalmat a fiatal román jegyző és léha, felelőtlen környezete képviseli. Menyhért – helyzete, becsvágya, indulatai miatt – teljesen a befolyásuk alá kerül. A jegyző társai a régi gazdakör helyett balkáni stílusú mulatót létesítenek, melyet már magyarok is látogatnak. Bass Menyhért nem tud megállni a züllés útján, hiába figyelmezteti előbb a fia, majd a felesége. Gazdaságát elhanyagolja, mulatozik a románokkal, fedezi gyanús üzleteiket; a jegyző Südy Sándor ellen írt följelentését maga Menyhért írja alá egy mulatozás közben. Női kalandjai miatt felesége elhagyja, és miután ügyetlen békülési kísérlete nem sikerül, összeáll a mulató bukaresti pincérnőjével is, akitől szifiliszes lesz. Végül fény derül a jegyző sikkasztásaira, aki megszökik, és helyette Menyhértet vonják felelősségre. Nem marad más hátra számára, mint az öngyilkosság. Egyedül fia megy el a temetésére. A regény egy szép bizakodó képpel végződik: a falu felé átragyog „a hóban szeplőtlenné havazkodott, fagyban keménnyé állott, tavaszváró Erdély”. 

## A regény szereplői
A főalak, Bass Menyhért negatív „hős”, akinek jellemét az író nem is igyekszik mentegetni. Nagyerejű, szenvedélyes, gőgös és becsvágyó ember (a család jelzője: Viharfúvó), akit mámorossá és vakká tesz, hogy belekóstolt a hatalomba. A regény többi szereplője a sok epizód és aprólékos megfigyelés ellenére csak vázlatosan megformált alak.
- Veron az élet gondjaiban megtört feleség; önzésből és a tisztesség látszatának fenntartásából sokáig elviseli férjét. Otthagyja, amikor már megcsúfoltnak érzi magát, de ismét mellé áll a végső nyomorúságban. Ez a vonás erkölcsi emelkedettséget ad alakjának.
- A fiuk, Bass Lajos a becsületesség jámbor, elvont képviselője.
- Dombi, a korábbi bíró, Lajos nagyapja a paraszti gőg és kapzsiság megtestesítője.
- A jegyző egész környezetével együtt típusa az akkori időkben feltört lelkiismeretlen, számító, felelőtlen embereknek.
- Südy Sándor elcsapott jegyző, a szegények és az igazság pártfogója; alakja háttérbe szorul, alig néhány odavetett megjegyzés utal reménytelen küzdelmére; öngyilkossága nincs igazán megindokolva a regényben.
- Spiccer, a falu zsidója szintén eltúlzott alak; a többiekhez hasonlóan meghunyászkodik a hatalom előtt, de Lajoson kívül az egyetlen, aki cselekszik: eljár Südy Sándor dolgában, házal, hogy nyugdíjat szerezzen neki.

## Kritikai fogadtatása
- Kéky Lajos: „A Hamueső talán az első erdélyi regény, mely a kisebbségi magyar sorsot nagy bátorsággal, a maga megdöbbentő valóságában rajzolja. … A magyar falu életének megváltozott viszonyait sok érdekes alakban mutatja be az írónő. Nemcsak idegen beszéd hangzik föl falujában, hanem sötét új alakokkal is benépesedik ez. A főhős rajzában sok túlzás van s a szerzőnek kifejezésmódjában is nagyon érezzük az erőnek sokszor egészen fölösleges, sokszor modoros hajszolását. Ugyanerre irányul előadásának bizonyos nyersesége és szaggatottsága is. Mindez Szabó Dezső erős hatását mutatja.”

Szabó Dezső (és részben Móricz Zsigmond) hatását mindegyik kritikus megemlíti.
- Alszeghy Zsolt szerint az írót erős naturalizmus jellemzi. „Mint minden naturalista író, Gulácsy Irén is kettőre ügyel: az érzéki fellángolások pathologikus hűségére és a torzító túlzásra… Ennek a stílusnak a kifejlesztésében … kétesértékű érdeme van Szabó Dezsőnek is. Ha nevet keresnénk reá, naturalista magyarságnak nevezhetnők… túlságosan durva realitás halmozás… szándékos keresettség-fitogtatás…”

- Kiss Ernő keményen elmarasztalja a regényt. „A Hamueső egymásra halmozódó eseményeit nem kapcsolja egymásba egy, az egészet átható gondolat, nincs tehát meg benne a szerkezet egysége és kerekdedsége.” A kritikus a regény nyelvét, „előadásának torz keresettségét… valósággal elriasztónak” tartja, az író felfogását pedig a freudizmusra vezeti vissza: „A Hamueső-t meséje is, alakjai is igen sivár, a lélekre leverően ható olvasmánnyá teszik. Ezt a sivárságot még fokozza az erkölcsi nihilizmus.”

- Makkai Sándor: Gulácsy Irén „Alakjainak tragikumát sajátos szimbolizmussal szélesíti ki egy egész nép tragikumává… A regény fő- és mellékalakjai kitűnőek, a cselekmény mozgalmas, a miliőrajz színes. Komoly kifogást lehet azonban emelni nyelvezete bonyolult, mesterkélt, erőltetett és a tárgyhoz nem találó túlvirágzása és másfelől mégis túlságosan értekező jellege ellen.”

- Schöpflin Aladár: A regény fővonala mellett „A milieu-rajz kiemelkedő része az elcsapott régi jegyző, Südy Sándor tragédiája. Ez a derék magyar ember érzi a falura zúduló veszedelmet, a maga szegénységében, erőtlenségében próbál ellene küzdeni az egyedül megmaradt eszközzel, a falus szövetkezettel, de ezt is kiütik a kezéből… Néhány silhouette-szerű alak suhan át a regényen: a bizonytalan rajzú Bassné, fia, az okos, derék Bass Lajos, apja, a nyers, fukar Dombi, egy Finom Rózsi-szerű amerikai menyecske. Ebből többet szeretnénk a regényben, a falu életének, embertípusainak, az új renddel való súrlódásoknak részletesebb és főképp pontosabb rajzát. Amit kapunk, az sok tekintetben érdekes, de keveset kapunk…A stílus erőltetett zsúfoltságán és nyelvi modorosságain is érzik a tapasztalatlan kézzel másolt minta… Minden fogyatékával együtt is figyelemreméltó könyv ez.”